# Walter Sanaja
Walter Wissarionowicz Sanaja, ros. Вальтер Виссарионович Саная, gruz. ვალტერ სანაია (ur. 24 września 1925 w Oczamczyrze, Gruzińska SRR, ZSRR, zm. 29 października 1999 w Moskwie, Rosja) – radziecki piłkarz, grający na pozycji bramkarza. Rosyjski bramkarz Zurab Sanaja - jego daleki krewny.

## Kariera piłkarska
Wychowanek juniorskich drużyn Strieła Oczamczyra i Dinamo Tbilisi (od września 1940). W 1941 roku rozpoczął karierę piłkarską w miejscowej drużynie Dinama Suchumi. W 1944 został piłkarzem Dinama Tbilisi, a we wrześniu 1946 roku przeniósł się do Dinama Moskwa. W 1954 na rok powrócił do Dinama Tbilisi, a potem występował w Nieftianiku Baku. W 1956 zakończył karierę piłkarską.
Zmarł 29 października 1999 w Moskwie i został pochowany na tamtejszym Cmentarzu Trojekurowskim..

## Sukcesy i odznaczenia

### Sukcesy klubowe
- mistrz ZSRR: 1949
- wicemistrz ZSRR: 1950
- brązowy medalista mistrzostw ZSRR: 1946, 1952
- finalista Pucharu ZSRR: 1950

### Sukcesy indywidualne
- wybrany do listy 33 najlepszych piłkarzy ZSRR: Nr 2 (1950), Nr 3 (1952)

### Odznaczenia
- tytuł Mistrza Sportu ZSRR